# L'occhio selvaggio
L'occhio selvaggio è un film del 1967 diretto da Paolo Cavara.
Restaurato dalla Cineteca Nazionale, è stato presentato al Festival del Cinema di Roma il 24 ottobre del 2014, assieme alla pubblicazione per Bompiani del soggetto e della sceneggiatura originale, quest'ultima elaborata da Cavara con Guerra e Moravia.
Il film vinse il Festival di Atlanta nel 1967.

## Trama
Un cineasta gira il mondo con una piccola troupe alla ricerca di scene sensazionali, e quando può falsifica la realtà per renderla spettacolare.